# Gerold Huber
Pour les articles homonymes, voir Huber.
Gerold Huber (né en 1969 à Straubing) est un pianiste allemand, bien connu pour ses collaborations en duo avec le baryton Christian Gerhaher et comme accompagnateur d'autres chanteurs.

## Biographie
Né à Straubing en Bavière, Huber étudie à la Hochschule für Musik und Theater de Munich, le piano avec Friedemann Berger et l'accompagnement du Lied (Liedgestaltung) avec Helmut Deutsch. En duo avec le chanteur Christian Gerhaher, il assiste à une classe de maître avec Dietrich Fischer-Dieskau à Berlin.
Huber forme un duo avec Christian Gerhaher et accompagne aussi des chanteurs tels que Ruth Ziesak, Franz-Josef Selig (de), Bernarda Fink, Cornelia Kallisch et Diana Damrau. Il est le pianiste du "Liedertafel" fondé en 2002 par le ténor James Taylor (en), Christian Elsner, Michael Volle et Franz-Josef Selig et se produit avec le quatuor Artemis.
Au festival de musique de Rheingau 2010, il accompagne Christian Gerhaher dans un programme Gustav Mahler avec les Rückert-Lieder et deux extraits du Das Lied von der Erde (Der Einsame im Herbst et Der Abschied).

## Récompenses
- 2006 : Gramophone Award 2006 pour "Abendbilder" avec Christian Gerhaher
- 2004 : German Phono Prize Echo Klassik dans la catégorie Liedeinspielung (enregistrement de lieder) avec Christian Gerhaher pour le Die Schöne Müllerin de Schubert
- 2002 : German Phono Prize "Echo Klassik" dans la catégorie Liedeinspielung avec Christian Gerhaher pour le Winterreise de Schubert
- 2001 : Internationaler Klavierwettbewerb Johann Sebastian Bach Saarbrücken
- 1998 : Prix International Pro Musicis Paris/New York avec Christian Gerhaher

## Discographie
- Ludwig van Beethoven, Fantasie H-Dur, 6 Bagatellen, Sonate F-Dur (Russki Record Munich)
- Johannes Brahms, Vier ernste Gesänge, Franz Schubert: Gesänge des Harfners et autres lieder, Frank Martin, Sechs Monologe aus Jedermann - Christian Gerhaher (2002, Arte Nova)
- Joseph Haydn: Canzonettes - Ruth Ziesak (Capriccio)[1]
- Erich Kästner / Edmund Nick, Rezept zum Glücklichsein, chansons - Susanne Brantl (Russki Record Munich)
- Erich Kästner / Edmund Nick, Das Leben ohne Zeitverlust, chansons - Susanne Brantl (Russki Record Munich)
- Gustav Mahler: Kindertotenlieder - Christian Gerhaher, Lieder eines fahrenden Gesellen - Hyperion Ensemble (2003, Arte Nova)
- Franz Schubert, Die Schöne Müllerin - Christian Gerhaher (Arte Nova)
- Franz Schubert, Winterreise - Christian Gerhaher (Arte Nova)
- Franz Schubert, Schwanengesang - Christian Gerhaher (Arte Nova)
- Franz Schubert, Abendbilder (Lieder), Christian Gerhaher, RCA, January 2006
- Franz Schubert, Lieder - Bernarda Fink (Harmonia Mundi)
- Robert Schumann, Melancholie : Liederkreis, op. 39 - Christian Gerhaher (2008, RCA)[2]
- Robert Schumann, Dichterliebe - Christian Gerhaher (2004, RCA)[3]
- Terezín|Theresienstadt, Lieder de Viktor Ullmann et autres - Anne Sofie von Otter, Christian Gerhaher, (2007, Deutsche Grammophon)
- Liedertafel, Schubert, Mendelssohn, Schumann, Silcher, "Liedertafel" (Orfeo)